# Cupiennius coccineus
Cupiennius coccineus là một loài nhện trong họ Ctenidae.
Loài này thuộc chi Cupiennius. Cupiennius coccineus được Frederick Octavius Pickard-Cambridge miêu tả năm 1901.